# CCDイメージセンサ
CCDイメージセンサ（シーシーディーイメージセンサ、英: CCD image sensor）は固体撮像素子のひとつで、ビデオカメラ、デジタルカメラ、光検出器などに広く使用されている半導体素子である。単にCCDと呼ばれることも多いが、「CCD」という頭字語自体には、CMOSイメージセンサの「CMOS」の部分と同様に、「イメージセンサ」という意味は全く含まれておらず、実際にイメージセンサ以外へのCCD（電荷結合素子）の応用は複数存在する。

## 概要

### 歴史
CCDは、1969年、アメリカ電信電話ベル研究所にいたウィラード・ボイルとジョージ・E・スミスによって、磁気バブルメモリの動作原理から着想し、半導体に応用することによって発明された。

### CCD
通常の半導体集積回路では、一般に、その上に作り込まれたそれぞれの素子の間は金属層のパターンによる配線によって、電気的に接続され信号がやりとりされる。これに対し、隣り合った素子の間の電荷的な結合を利用して、次々と電荷の状態が送り出されることにより信号がやりとりされる素子がCharge-Coupled Device（CCD: 電荷結合素子）である。
受光素子と組み合わせて撮像デバイスとする他、NTSCで必要な櫛形フィルタでアナログフィルタにおける遅延線に相当するシーケンシャルアクセスの記憶装置など、色々の応用がある。撮像デバイスとしては、配線に面積を取られないぶん、受光面積を広くできる、といった利点がある一方、スミア現象などの弱点もある。

### CCDイメージセンサとCMOSイメージセンサ

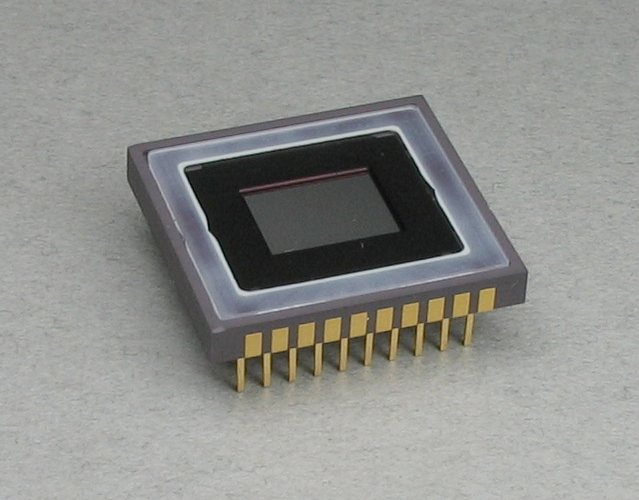
イメージセンサ・デバイスの例

現在メジャーな固体撮像デバイスとして、CCDイメージセンサの他にCMOSイメージセンサがある。長らくCCDイメージセンサのほうが多く利用されてきたが、低価格品や低消費電力が必要な携帯電話ではCMOSセンサの普及が進んでおり、2004年後半には総出荷個数でCMOSセンサが上回った。
より複雑な構造のためにCMOSセンサに比べてCCDの製造は難しく、製造のできる企業は限られている。また、CMOSセンサに比べてかなり高価な素子となっている（詳細は後述）。

### イメージセンサの目的
撮像素子の働きは、被写体からの光線をレンズなどの光学系によって撮像素子の受光平面に結像させ、その像の光による明暗を電荷の量に光電変換し、それを順次読み出して電気信号に変換することである。
固体撮像素子においては、1枚のシリコン基板上に形成された多数の受光素子の並びで光電変換を行う。受光素子に光を照射すると光エネルギーによって電荷を発生する。この電荷をCCD素子によって外部に転送するのが主な動作である。なお、受光素子として独立したフォトダイオードを用いる場合と、転送用CCDそのものを受光素子として動作させる場合がある（後述）。

## 原理と構造

電圧を制御して電荷を転送する

CCDはMOSキャパシタを近接して並べた構造が基本である。CCDはMOS構造半導体素子の一種で、シリコン基板表面の酸化膜上に多数の電極を設け、MOS構造の各電極に隣同士で異なる電圧を与えることによりポテンシャルウェル（電位の井戸）を作り出し、これを利用して半導体中で電荷を保持・転送できるようにしたものである。
各電極に加える電圧を適切に制御することにより各素子の電荷が隣の素子にいっせいに転送される。これにより各素子が保持する電荷をバケツリレー式に順次外部に取り出すことができる。ちょうどデジタル回路のパラレル=シリアルシフトレジスタと同じ動作であり、アナログ量を扱えるシフトレジスタとも言われる。この性質を利用して一列の端から入力した電荷を素子数分の転送回数に相当する遅延を持たせて反対側の端から取り出せば、遅延線（ディレイライン）として動作させることができ、前述のようにこのようなCCDの機能の利用法はイメージセンサ以外にもいろいろある。

### 一次元イメージセンサ
リニアイメージセンサともいい、フォトダイオードを一列に並べ、これに並列にCCDを配置している。1回の露光でフォトダイオードが光電変換した電荷を各画素に対応するCCD素子にいっせいに転送し、続いてCCDに転送パルスを与え電荷を順次読み出す。全画素の電荷を出力し終わると次の露光が可能になる。
一次元イメージセンサは線状の像しか光電変換できないので、被写体とイメージセンサを相対的に移動させるか、光学系によって同等の相対移動を行うことにより被写体全体をカバーする。ファクシミリや複写機、イメージスキャナなどで使われる方式である。またそういったものの他、1次元のパターンのみ取得できれば良いという応用も多く、カメラでは「ジャスピンコニカ」や「キヤノンオートボーイ」時代のオートフォーカス用センサで使われていたという例がある。

### 二次元イメージセンサ
エリアイメージセンサともいい、格子状その他の配置で平面状に敷き詰めたものである。CCDと受光素子の配列によりいくつかの構造がある。

#### インターライン型

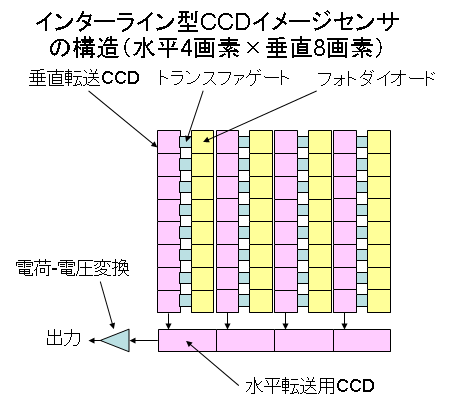
インターライン型CCD撮像素子の構造

二次元イメージセンサの中でもインターライン型CCDイメージセンサは、一般的なビデオカメラやデジタルカメラで多用される。
受光部のフォトダイオードと電荷転送部の垂直転送CCDを一列ごとに交互に配置し、垂直CCD列の端部を水平転送CCDの各素子に接続して全体として櫛形に配置した構造である。各転送用CCDは光電変換を行わないように遮光膜で覆ってある。また、各画素のフォトダイオードと画素に対応する垂直CCDの各素子に間にはアナログスイッチとして働くトランスファゲートが置かれている。読み出しは一例として次のようにして行う。
1. トランスファゲートを閉じておく。
2. フォトダイオードを感光し、電荷を蓄積する。
3. トランスファゲートを開き、フォトダイオードから各垂直転送CCDに電荷をいっせいに転送する。
4. トランスファゲートを閉じる。
5. 各垂直転送CCDの電荷を1回分転送し、各列の端部にあたる画素の電荷を水平転送CCDに移送する。
6. 水平転送CCDに順次転送パルスを与えて全水平画素を出力する。
7. 5に戻って垂直転送CCDの全画素を読み出すまで繰り返す。

これによりすべての全エリアの画素が順次走査されたことになる。
ビデオカメラに使うためには毎秒30～60回の露光・転送・読み出しを行う必要があるため、フォトダイオードから垂直CCDへの電荷転送は垂直帰線期間に、また、水平転送CCDからの読み出しは各水平帰線期間に行われる。

#### その他の型

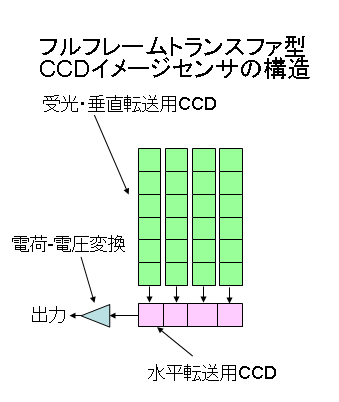
フルフレーム・トランスファ型CCD撮像素子の構造

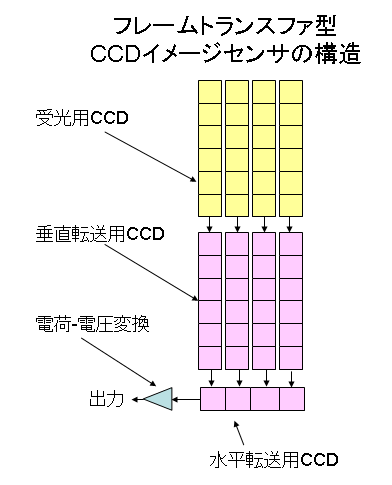
フレーム・トランスファ型CCD撮像素子の構造

ほかに、垂直転送CCDの各素子で直接光電変換を行うフルフレームトランスファ型構造、受光用CCDと転送用CCDを持ち、垂直帰線期間に受光用CCDから転送用CCDに転送を行うフレームトランスファ型CCDもある。フルフレーム型は転送用CCDが不要なため光の当たる素子面積の比率（開口率）が大きく、インターライン型に比べて感度が高い。一方、電荷転送中は受光しないように機械的シャッターが必須となるため、動画撮影は難しい。フレームトランスファ型は、開口率の高い点ではフルフレーム型と同様であるが、転送用CCDを別に持つ分素子面積が大きくなる。

背面照射型CCDは読み出し回路が受光部の反対側にあるため、受光面積を広くすることが出来、同面積のチップに比べ感度が高い。しかし、背面照射のためにシリコン基板層を削り落とすことにより熱容量が大幅に低下し、暗電流による発熱が増加する。これによる熱ノイズの影響を抑えるためには何らかの冷却装置が必要となり、撮影機器の小型低価格化の大きな障害となっている。

## 歴史
CCDは、1969年、アメリカ電信電話ベル研究所にいたウィラード・ボイルとジョージ・E・スミスによって、磁気バブルメモリの動作原理から着想し、半導体に応用することによって発明された。フェアチャイルドセミコンダクター、RCA、テキサス・インスツルメンツを含むさまざまな会社がその発明を採用し、プログラム開発を始めた。フェアチャイルドが、商用デバイスに利用した最初の会社となった。1974年までに、500セルの一次元素子との100x100セルの二次元デバイスを発売した。岩間和夫によるリーダーシップのもと、ソニーは、注目すべき額の投資を含むCCDへの大きな開発努力を始めた。結局、ソニーは自社のカムコーダー用にCCDを大量生産することが可能になった。
ベル研究所での発明の後、遅延線として、あるいはイメージセンサとしての応用研究が進み、1970年代後半には試作カメラが、1980年代には実用的なカラーテレビカメラが製品化され、半導体加工技術の進歩により撮像管を代替した。1990年代にはデジタルスチルカメラが誕生し、21世紀初めには銀塩カメラを代替しつつある。
2006年1月、ボイルとスミスは、CCDに関する仕事が認められ全米技術アカデミーのチャールズ・スターク・ドレイパー賞を受賞した。2009年、二人はノーベル物理学賞を受賞した。

## 製造
CCDイメージセンサは、ほかの半導体集積回路と同様にシリコンウェハーから製造する。他の半導体集積回路の製造と基本的には変わらないが、受光面への配慮が求められ通常のモールディングは行なわれず、サブストレートへの実装などで保持される。

## 応用
- デジタルカメラ
- ビデオカメラ
- カメラ付携帯電話
- 複写機、ファクシミリ
- 自動車用カメラ
- 胃カメラ（上部消化管内視鏡）

## CCDイメージセンサによるカラー撮像

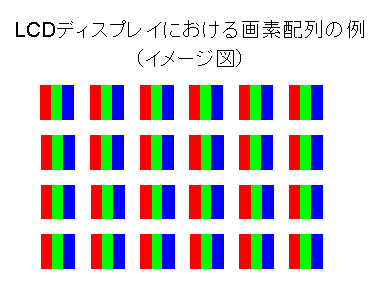
LCD表示素子の画素配置

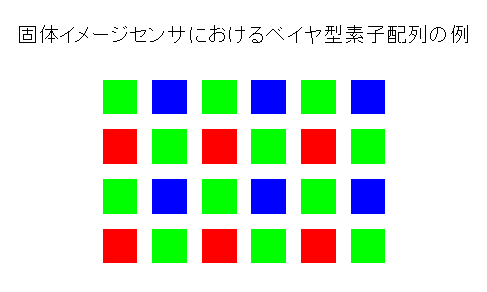
単板式カラーカメラのベイヤー配列

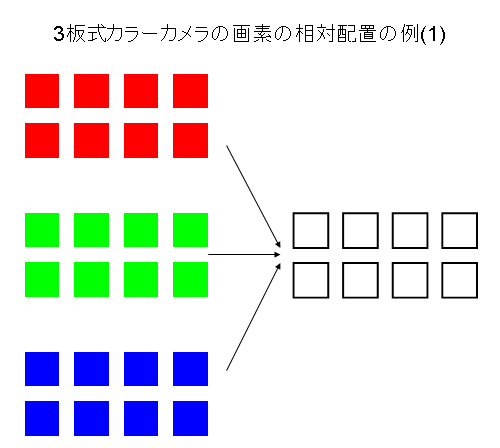
3板式カラーカメラのCCD素子の空間配置

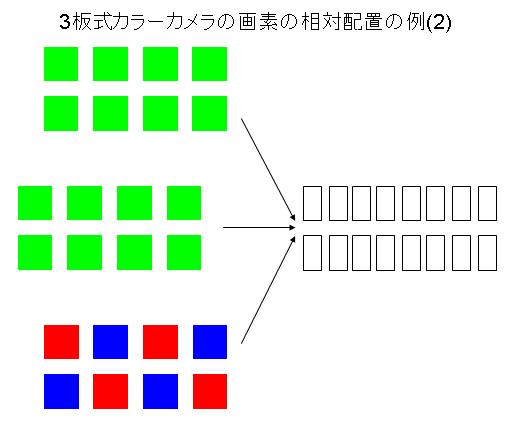
3板式の別方式（緑色解像度優先）

他の多くのカラー撮影方式と同様、1枚のセンサにRGBの各色を作り込む単板方式と、光学的にRGBの各色を分離したものをそれぞれのセンサで撮影する多板（3板）方式がある。

### 単板方式
CCDイメージセンサそのものには、ほかの撮像管や固体撮像素子と同様、色の識別能力はない。一般的なCCDの波長ごとの感度特性（分光特性）はおおむね300nm～800nmでゆるやかな山型のピーク特性を持ち、可視光範囲をカバーしている。従って、カラー撮影を行うためにはカラーフィルタにより光の三原色に色分解を行う必要がある。三原色分解には加色法による方法と減色法によるものがあり、原理的には後処理の単純な加色法は色再現性に優れ、光通過量が多い減色法は感度に優れるとされるが、素子レベルの性能や後述の色処理技術による差異もあるため、製品レベルでの比較ではその差が顕著ではない。
カラーフィルタのマスクパターンにもいくつかの方法が考えられる。まず、LCDなどの表示素子のように、正方形に敷き詰められた各画素に対してRGBそれぞれの受光部を配置する方法が考えられる。画像データなどの、各ピクセル毎に色の値があるモデルと整合性が良いが、各受光部が細長くなり、また3倍のピッチで微細構造を作り込まねばならず、製造上よろしくない。
一般に固体撮像素子では受光部毎にマイクロレンズを置くので、各受光部は縦横比を1とするか、それに近いことが望ましい。従って正方形を敷き詰めた上にベイヤー配列（Bayer arrangement）のフィルター（ベイヤーフィルター）を掛けるという手法が一般的である。
ベイヤー配列では、CCDの総画素数Nに対して、緑の解像度はN/2、赤および青の解像度はN/4になるため、各画素毎に周辺の画素の出力を用いて補間演算を行うことによりN個のRGBの組を作り出している。補間演算の方式により画質が影響を受けるため、各カメラメーカーは独自に処理方法を考案している。ここで、緑の画素を2倍設けているのは、人間の眼の分光感度が緑付近をピークとしており、緑の解像度が見かけ上の解像度を向上させるためである。
この他、富士フイルムのスーパーCCDハニカムやその他のパターン（参考:英語版）、またフィルタではなく深さにより色を識別するFoveonの方式などがある。

### 多板方式
放送用カラーテレビカメラなどでは、高画質・高感度の要求性能を満たすため、3板方式を採用することがある。これは、上述のような微小構造のフィルタによる方式が不可能だった撮像管時代の方式と同様のもので、RGB各色それぞれに1枚のCCDイメージセンサを用意し、ダイクロイックプリズム（各波長に対し、ミラーあるいはフィルタとして働く）により各色に分けて感光させてRGBそれぞれの色信号を取り出す。3板式には、RGB均等方式だけでなく、2枚の緑色用素子を水平に1/2画素ずらすことで見かけ上の水平解像度を向上させる手法を採用することもある。この場合、青・赤用のCCDは2色共用としており解像度は低下するが、緑解像度の向上で補償できることを狙う。さらに、緑CCDを1枚だけにすると2枚CCD方式のカラー撮像も可能である（2板方式）。

### その他
実用的なものではないが、錯視現象を利用して色を知覚させる手法がある。ベンハムの独楽を参照。

## 冷却CCD
冷却することにより熱に起因するノイズを減らし、長時間の露光を可能にした。なお、熱雑音とショット雑音を混同する向きもあるが、まったく別種のノイズである。

## CCDイメージセンサのサイズ呼称
イメージセンサのサイズ呼称については2通りの方式がある。これはCMOSイメージセンサについても同様である。

### インチ単位による呼びサイズ
3/2インチ、1/1.8インチ、1/2インチなどインチ単位で呼ばれるサイズである。このサイズはイメージセンサの撮像面の実寸を示すものではなく、呼び名に相当する管径の撮像管の撮像面サイズと等しいことを表す。2/3インチセンサの場合は（16.9mmではなく）2/3インチ撮像管に相当する対角11mm（8.8mm x 6.6mm）、1/1.8インチセンサでは対角8.93mm（7.18mm x 5.32mm）、1/2インチセンサでは対角8mm（6.4mm x 4.8mm）が実寸となる。これはCCDイメージセンサの初期の用途がテレビカメラ用の撮像管を置き換えるものであったため、レンズなどの光学系を設計したり選択したりする際の便宜を考慮してこのような習慣が生まれたものである。同様な理由により、特に断らない限り画面の縦横比は標準テレビ画面と等しい4:3が主流である。
なお日本では計量法により取引における「インチ」の使用が認められないためブラウン管などと同様「1/2.5型」などと表記する場合があるが同じことである。

### 規格名称
特定の規格により実サイズが規定されているもので、35mmフルサイズ（135フィルムを用いる35mm判の画面サイズに等しい36mm×24mm）、APS-C（16.7mm×23.4mm）などがある。なお、フォーサーズ・システムについては約18.0mm×13.5mm(実際は17.3mm×13.0mm)の実寸が規定されているためこの範疇であるが、そのサイズ自身は「管径4/3インチの撮像管」に由来している。

## CCDイメージセンサの製造
CCDイメージセンサの製造技術は、半導体部分の製造プロセス、カラーフィルタやマイクロレンズの生成などにおいて一般的なCMOSロジック製造技術とは異なる部分が多い。このため主要な製造メーカーは半導体メモリやCPU、ASICなどとはかなり異なる。2004年における大手製造メーカーはソニー、シャープ、松下電器産業（現パナソニック）、三洋電機で世界市場の約8割を占め、これはCMOSイメージセンサにおいて首位のソニー、2位の東芝とも6、7%程度のシェアしかない状況とは対照的である。このほか、KODAKもCCDイメージセンサを製造している。
このため、デジタルカメラやビデオカメラなどの製品では競合しているメーカーにCCDイメージセンサを供給する例は珍しくない。例として、ソニーが広範な供給を行っていた事実がはからずも明らかになった事件がある。

### ソニー製CCD不具合問題
ソニーはCCD製造において大手であり、ビデオカメラやデジタルカメラを製造する会社へ供給していた。2002年10月にCCD素子の窓となるガラス板を接着するために用いていた接着剤を変更した。
2004年春、業務用ビデオカメラにおいてCCD素子とICパッケージのピンを結ぶボンディングワイヤが破断する不具合が見つかった。ボンディングワイヤリング装置に不適切な設定を行った状態で製造していたことが判明したため、ソニー製CCDを使用していた業務用ビデオカメラメーカー各社はリコールを行い事態は収拾したと思われた。
しかし、2004年夏から徐々に、再びボンディングワイヤが破断する問題が発生した。これは変更された接着剤に含まれるヨウ素がCCDチップとボンディングワイヤが繋がっている合金部に侵入し、欠陥が生じて合金部で破断が発生するものであった。ボンディングワイヤリング装置の設定ミスが原因と思い込んでいたソニーは、問題のある接着剤でCCDを製造し続けたため、本問題を見過ごしてしまった。
2005年10月以降、ソニーおよびカメラ製造メーカー各社からリコール情報が発表された。この問題によって不具合を生じるCCDは1000万個以上、問題を生じうるデジタルカメラ・ビデオカメラは100機種以上に及んだ。なお、ソニー以外のカメラ製造メーカーは「ソニー製CCD」に起因する不良であることを明言しているわけではないが、不具合の発生状況と公表された原因から同一原因であることが認めうるとされる。
また、富士写真フイルムの子会社富士フイルムマイクロデバイス開発のスーパーCCDハニカムの一部にも同様な不良が発生しており、不具合の原因であるヨウ素化合物入り接着剤をCCD製造に用いるのは、当時の一般的な方法であったとも考えられる。
本節に関する参考文献
- 日経エレクトロニクス 2005年11月21日号「CCD不具合は防げなかったのか」日経BP社
- AllAbout CCD不具合問題該当デジタルカメラ一覧